# Qaradeyin (Qəbələ)
Qaradeyin è un comune dell'Azerbaigian situato nel distretto di Qəbələ. Conta una popolazione di 375 abitanti.